# Eddystone-világítótorony
Az Eddystone-világítótorony a hasonló nevű sziklák egyikén található Anglia déli partjától 14 kilométerre délkeletre. A part legközelebbi pontja, Rame Head Cornwall megye része, de a sziklák – amelyek anyaga a prekambriumban keletkezett gneisz – és a világítótorony közigazgatásilag Devon megyéhez tartoznak.
A ponton először a 17. század végén az angol Henry Winstanley vezetésével építettek világítótornyot – Európában ez volt első, amely nem a kontinens vagy egy sziget partján, hanem kint a tengeren helyezkedett el. Winstanley tornya pár év múlva elpusztult, a pótlására hamarosan felépített második torony a 18. század közepén leégett. A harmadik, a John Smeaton angol mérnök által tervezett, 1759-ben elkészült épület mind a világítornyok tervezése, mind a beton építőanyagként való felhasználása terén fontos mérföldkövet jelentett. Az 1870-es évekre az alapjául szolgáló sziklák meggyengültek, ezért a tornyot elbontották, meghagyott csonkja mellett 1882-re készült el a napjainkban is álló Eddystone-világítótorony.

## Winstanley világítótornya (1698–1703)
Az Eddystone-sziklákon az első világítótorony Henry Winstanley angol vésnök és feltaláló vezetésével készült 1696-tól. A kereskedéssel is foglalkozó Winstanley állítólag akkor döntött az építkezés mellett, amikor egyik hajója, a Constant épp ott futott zátonyra 1695. december 24-én.
1694. június 22-én Walter Whitfield már engedélyt kapott egy világítótorony létesítésére és működtetésére az angliai és walesi víziutak biztonságáért felelős Trinity House-tól, neki azonban kétségei támadtak a vállalkozás megvalósíthatóságával kapcsolatban, így összefogott az építészethez szintén nem értő, de magabiztosabb Winstanleyvel.
A torony Whitfield költségén épült, aki öt évig a használatáért járó vám teljes összegét beszedhette a hajóktól, majd további ötven évig a felét, a jog ezután visszaszállt a Trinity House-ra.
Winstanley és munkásai 1696. július 15-én kezdtek dolgozni a sziklák egyik legmagasabb pontján, a House Rockon, amelynek területe alig 300 m². Abban az évben csak a torony vázát biztosító 12 vasoszlopot sikerült a sziklába mélyíteniük. A vaspántokkal megerősített kő alapzat (3,7 méter magas, 4,3 méter átmérőjű) a következő évben készült el.
Az ekkor zajló pfalzi örökösödési háború miatt Anglia és Franciaország hadban állt egymással, azért az Admiralitás egy hadihajót rendelt a sziklákhoz, amikor Winstanley és munkásai ott dolgoztak. 1697. június 25-én a hajó nem érkezett meg, a figyelmetlenséget kihasználva egy francia kalózhajó legénysége Winstanley-t foglyul ejtette. Az Admiralitás lordjai az elengedéséért folyamodtak XIV. Lajos francia királyhoz, ami július elején meg is történt, mivel a király úgy vélte, a világítótorony elkészítése nem csak az angolok, de minden hajózó érdeke. (Lajos állítólag azt mondta: „Franciaország Angliával áll háborúban, nem az emberiséggel”.)
A torony alapjára egy ahhoz hasonlóan nyolcoldalú, fából készült alkotmány került. A fedetlen lépcső az épület oldalán futott, belül egy konyhának használható helyiség volt. A világításról 60 faggyúgyertya gondoskodott, a torony tetején egy nagy vas szélkakas volt, amellyel együtt a világítótorony magassága 24,4 méter volt.

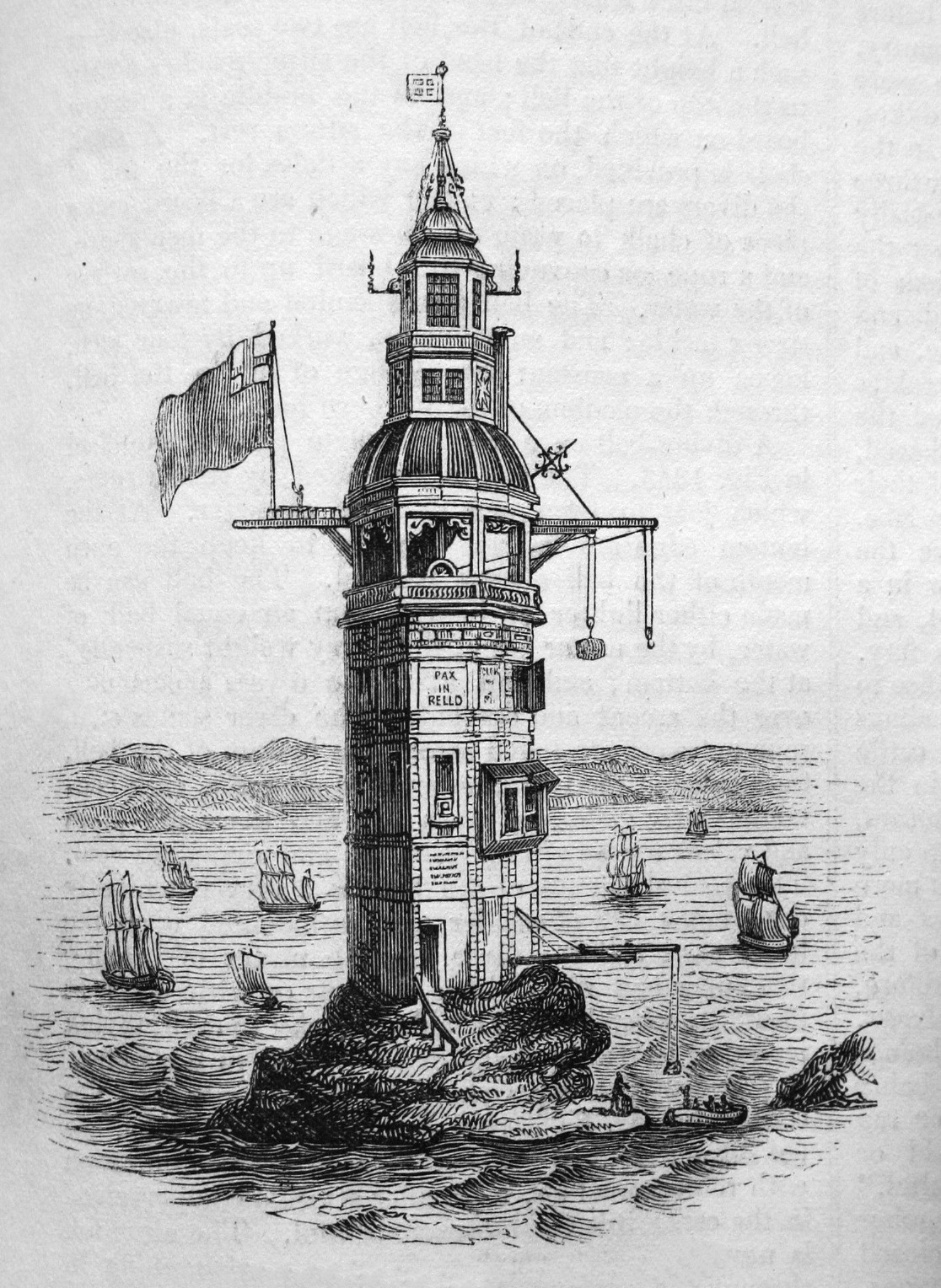
Winstanley világítótornya az 1699-es átépítés után

A torony 1698. november 14-én kezdte meg működését, az első tél átvészelése után azonban rögtön felújításra is szorult. Alsó részét, a fennmaradt rajzok és festmények tanúsága szerint, nyolcoldalúról tizenkét oldalúra alakították át, magasságát 6 méterre, átmérőjét 7,3 méterre növelték. Több vaspántot és erősebb gerendákat használtak. A jelentősen megnövelt alapban három helyiséget alakítottak ki (köztük egy alvókamrát és egy kamrát). A felújított épületben a lépcsőket már a falakon belül vezették. A fából készült felső rész egy minden oldalon nyitott erkélyből, felette egy konyhából, afelett pedig egy hálókamrából és a gyertyaraktárból állt. A faszerkezet közepén lévő gerenda a tetőn kibukkanva zászlórúdként funkcionált, rá egy kisebb szélkakas került. A felújított világítótorony magassága 35 méter körül lehetett. (A jelentős átalakítások miatt egyes források ezt a világítótornyot számítják a másodiknak.)
A felújított torony 1703. november 27-én szinte teljesen elpusztult a Dél-Angliát ért legnagyobb természeti csapás, az 1703-as nagy vihar során. Henry Winstanley a vihar közeledésének híre ellenére kihajózott a sziklákhoz, abban bízva, hogy a torony ellenáll majd az időjárásnak, de alkotásával együtt odaveszett.
Az első eddystone-i világítótorony építési költségét 5000 font körülre becsülik, a vámokból származó bevétele pedig mintegy 2000 font lehetett.

## Rudyerd világítótornya (1708/09–1755)
Az első világítótorony pusztulását követően 1705-ben John Lovett (vagy Lowett) kapitány szerezte meg a sziklák használati jogát 99 évre, évi 100 fontos bérleti díjért. Lovett ugyanebben az évben a parlamenttől vámszedési jogot is nyert: mind a Plymouth kikötőjébe tartó, mind az onnan távozó hajóktól egy pennyt kérhetett tonnánként.
A kapitány egy John Rudyerd (vagy Rudyard) nevű selyemkereskedőt bízott meg az új világítótorony építésével, akinek semmilyen tapasztalata nem volt épületek tervezésében és kivitelezésében, a hajóépítéshez azonban érthetett valamelyest. Az építkezés 1706 júliusában kezdődött azzal, hogy a szikla lejtős felületébe lépcsőket vágtak. A réteges gneisz kőzetből gyakran olyan darabok is lepattantak, amelyeket a munkásoknak nem volt szándékában eltávolítani, így a hét lépcső a tervezettnél durvább kialakításúra sikerült.
Két koncentrikus körben összesen 36 kettős vasoszlopot rögzítettek a sziklába vájt mélyedésekbe. Az angol tölgyfából készült alap átmérője 7 méter, legnagyobb magassága 3 méter volt. A torony közepén emelt 15 méter magas faoszlop körül több gránitból és fagerendákból rakott réteget emeltek, e mag körül futott a csigalépcső. A külső faborítást kóccal szigetelték és szurokkal tették vízhatlanná.
A torony a sziklától az ólomfedelű lámpa tetejéig 28 méter magas volt, és öt helyiséget alakítottak ki benne: egy raktárt, az őr konyháját, nappali és hálószobáját, valamint azt a helyiséget, ahol a lámpát helyezték el.
A fényt biztosító 24 gyertyát 1708. július 28-án gyújtották meg, bár a torony teljesen csak 1709 októberére lett kész. Az építkezés költsége 10 ezer font volt.
Lovett 1715-ben meghalt, a világítótorony bérleti jogát Robert Weston, Alfred Noyes és egy bizonyos Cheetham úr szerezte meg.
1723-ban a torony vízzel érintkező faborítását hajóférgek kezdték ki. 1744-ben újabb felújításra volt szükség: egy vihar a faborítás 71 gerendája közül 30-at megrongált.
Az 1755. december 1-jéről 2-ra virradó éjszaka a világítótoronyban tűz ütött ki: a konyhai tűzhely elrozsdásodott kéményéből kipattanó szikráktól vagy maguktól az égő gyertyáktól előbb a lámpában összegyűlt zsíros korom, majd a szurokkal kezelt fa kapott lángra. A három toronyőrnek egyetlen vödörrel kellett szembeszállnia a tűzzel, de végül kénytelenek voltak egy sziklapárkány alatt elrejtőzni, ahonnan a tűz kezdete után nyolc órával egy csónak mentette ki őket. A világítótorony öt napon át égett.
Az egyik őr, a 84 (vagy 94) éves Henry Hall az oltás közben a lámpa tetejéről leolvadó ólomtól mérgezést kapott, amibe 12 nappal később belehalt. Az épület roncsából egy ólomdarabot jelenleg a Skót Nemzeti Múzeumban őriznek.

## Smeaton világítótornya (1759–1882)

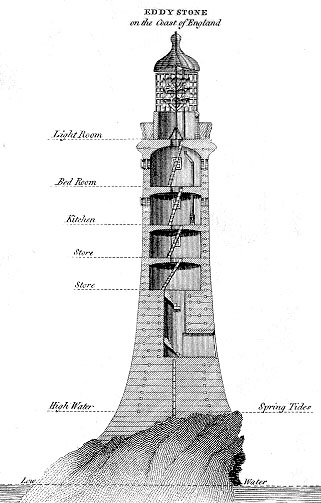
Smeaton világítótornyának keresztmetszeti képe

Rudyerd több mint öt évtizeden át álló világítótornya a La Manche csatornán navigálók fontos és megszokott segédjévé vált, ezért a Trinity House minél hamarabb pótolni szerette volna. 1756-ban a yorkshire-i John Smeaton építőmérnököt bízták meg a feladattal, akit a Royal Society ajánlott a figyelmükbe. A munka költségeit a Proprietors of the Lighthouse ('a világítótorony tulajdonosai') nevű társulat állta.
Smeaton a tervezés és a kivitelezés során számos úttörő megoldást alkalmazott. Világítótornya felfelé keskenyedett, így súlypontja alacsonyra került, alapja pedig a korábbiakénál sokkal jobban eggyé vált a sziklával. Az ötletet a kocsányos tölgy (angol tölgy) törzsének formájából merítette.
Smeaton 1756 áprilisában az akkor még újdonságnak számító teodolittal felmérte a sziklát. Rudyerdhez hasonlóan lépcsőket alakított ki a kőben, de ő fecskefarokszerű bevágásokat is ejtett rajtuk, amikbe aztán pontosan illeszkedő gránitblokkok kerültek. Az épület változó méretű kövei (a legnagyobb 2,5 tonnás volt) ugyanilyen módon kapcsolódtak egymáshoz. (A köveket a plymouthi Millbay dokkban vágták méretre, és próbaképpen egymáshoz is illesztették őket.) A 7,6 méter átmérőjű alap felületét simára csiszolták, hogy a hullámverés ne kezdhesse ki.
Az építmény tartósságát két, Smeaton által továbbfejlesztett megoldás is biztosította. Megalkotott egy pozzolana (pozzolán-föld, vulkanikus hamu) és mész keverékéből álló hidraulikus kötőanyagot, amelyhez hasonlót az ókori rómaiak már használtak, de készítésének módja birodalmuk bukása után eltűnt a köztudatból. Smeaton különböző helyekről származó alapanyagokkal kísérletezve felfedezte, hogy a legjobb és leginkább vízálló kötőanyagokban nagyobb mennyiségű agyag is található. Eredményei halála után, 1792-ben kerültek publikálásra, és az egyik legfontosabb lépést jelentették a modern cementek gyártása felé. Az építész másik, akkoriban egyedinek számító megoldása, márvány tiplik alkalmazása volt a kövek biztosabb rögzítéséhez.

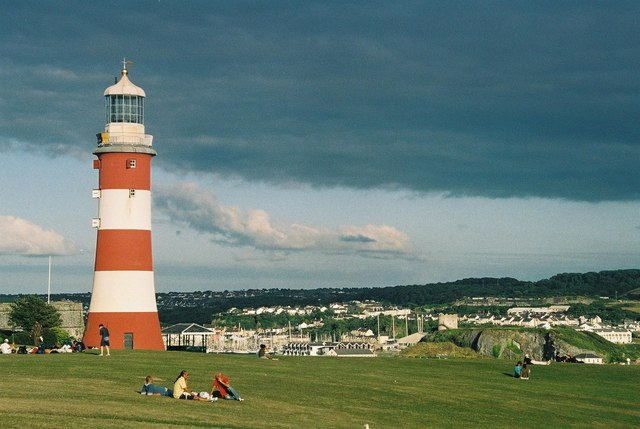
Smeaton világítótornya ma Plymouth egyik turistalátványossága. Az eredeti torony 28 felső kősorából építették fel ismét 1884-ben

Az első köveket 1757. június 12-13-án fektették le. Az építkezés első szakasza 1758 augusztusáig tartott: ekkorra készült el a torony alsó, tömör része, amely ma is látható a House Rockon. A felső részt 1759. augusztus 24-én fejezték be, szeptemberben emelték fel a torony tetejébe a vasból készült, nyolcoldalú lámpát és a rézből készült kupolát. A 24 gyertyát először 1759. október 16-án gyújtották meg.
A Proprietors of the Lighthouse bérleti joga 1807-ben járt le, a világítótorony a Trinity House tulajdonába került.
1810-ben a gyertyákat olajlámpás reflektorra cserélték.
Robert Stephenson skót mérnök 1818-ban arra figyelmeztetett, hogy a világítótorony alapjául szolgáló szikla meggyengült. A toronyőr hevesebb viharok idején az épület mozgását tapasztalta. 1838-ban a falakat vaspántokkal erősítették meg.
1845-ben egy nagyobb, bronzból készült lámpát szereltek fel, amelyből Fresnel lencsék szórták a fényt. 1861-ben a tornyot, fennállása óta először, lefestették: 1875-ig fehér, később fehér és piros csíkos volt.
1877-re az épület állaga odáig romlott, hogy új világítótorony építése mellett döntöttek. A szikla eróziója miatt a nagyobb hullámok csapásai alatt rázkódó toronyban 1882. február 3-án aludt ki végleg a lámpa. Még abban az évben felső részét elbontották és egy részét két év múlva a Plymouth Hoe nevű halmon építették fel.

## Douglass világítótornya (1882–napjainkig)

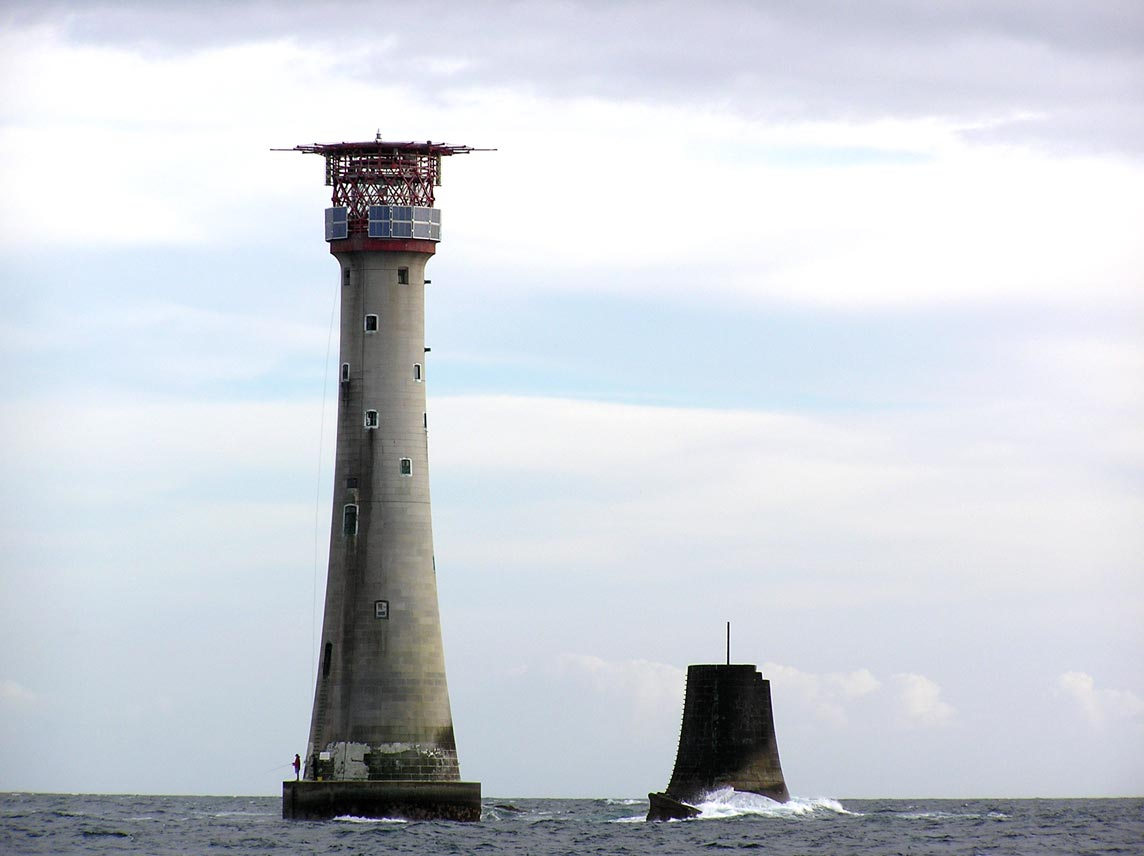
A jelenlegi világítótorony, mellette Smeaton tornyának csonkja

Az új, napjainkban is működő világítótornyot 1878-ban a House Rocktól 40 méterre délkeletre lévő sziklán kezdték el építeni James Nicholas Douglass, a Trinity House főmérnöke vezetésével. Douglass a Smeaton által használt és Robert Stevenson által továbbfejlesztett megoldásokat használta.
Mivel az új helyszín a korábbinál mélyebben feküdt, hosszabb időszakokra került víz alá, így az első év egy ideiglenes töltés építésével telt.
Az alapkövet 1879. augusztus 19-én Alfréd, Edingburgh hercege tette le, és ő helyezte el az utolsó követ is az épületen 1881. június 1-jén. Az 51,2 méter magas világítótorony 1882. május 18-án kezdte meg működését.
Az építkezést eredetileg öt évesre tervezték, költségét pedig 80 ezer fontra becsülték, ám az épület végül három és fél év alatt elkészült és csak 62 ezer fontba került.
A világítótornyot – a Trinity House kezelésében lévő, nem a parton álló világítótornyok közül elsőként – szolgálatba lépésének századik évfordulóján, 1982. május 18-án automatizálták. Tetején azóta egy helikopter-leszállóhelyet is kialakítottak.

## Fordítás
- Ez a szócikk részben vagy egészben  az   Eddystone Lighthouse című angol Wikipédia-szócikk ezen változatának fordításán alapul.  Az eredeti cikk szerkesztőit annak laptörténete sorolja fel. Ez a jelzés csupán a megfogalmazás eredetét és a szerzői jogokat jelzi, nem szolgál a cikkben szereplő információk forrásmegjelöléseként.